# Good Times (Chic-dal)
A Good Times a Chic együttes 1979-es dala, a szerzői Bernard Edwards és Nile Rodgers voltak. Az együttes Risqué című albumán jelent meg, majd 1979 augusztusában kislemezen is, és az első helyet érte el az amerikai slágerlistán (valamint a soul slágerlistán).  Az együttes egyik legismertebb dala lett, többször idéztek belőle későbbi rap és hiphopelőadók, és a basszushangzását is sokan lemásolták (a legismertebb ezek közül a Queen rockegyüttes „Another One Bites the Dust” című dala). 2004-ben a Rolling Stone magazin a „minden idők 500 legjobb dala” listáján a 224. helyre sorolta.
1979 augusztusában a dal 1. helyezést ért el a slágerlistán. Ez volt a csapat 2. kislemeze, mely slágerlistás helyezést ért el. A My Forbidden Lover, My Feet Keep Dancing dalok mellett a Good Times című dal is slágerlistás helyezést ért el, így a 3. helyen végzett. A kislemezből 5 millió példány talált gazdára, és az Atlantic Records kiadó történetében a legkelendőbb eladást produkálta. A Billboard magazin szerint a dal az 1979-es év első számú Soul kislemezének számít.

## Slágerlista

### Heti összesítések
| Slágerlista (1979)                   | Legjobb helyezések |
| ------------------------------------ | ------------------ |
| Australia (Kent Music Report)        | 48                 |
| Canada Top Singles (RPM)             | 2                  |
| Canada Top Disco Singles (RPM)       | 1                  |
| Németország (Media Control Charts)   | 36                 |
| Ireland (IRMA)                       | 21                 |
| Hollandia (Top 40)                   | 17                 |
| Új-Zéland (Recorded Music NZ)        | 8                  |
| UK Singles (Official Charts Company) | 5                  |
| US Billboard Hot 100                 | 1                  |
| US Adult Contemporary (Billboard)    | 26                 |
| US Hot R&B/Hip-Hop Songs (Billboard) | 1                  |
| US Dance Club Songs (Billboard)      | 3                  |
| US Cash Box Top 100                  | 1                  |

### Év végi összesítések
| Slágerlista (1979)       | Helyezések |
| ------------------------ | ---------- |
| Canada Top Singles (RPM) | 40         |
| US Billboard Hot 100     | 20         |
| US Cash Box              | 12         |

## Feldolgozások
Az évek alatt az alábbi feldolgozások láttak napvilágot.
- "Rapper's Delight" by The Sugarhill Gang (Sugarhill Gang, 1979)
- "Bounce, Rock, Skate, Roll" by Vaughn Mason & Crew (1980)
- "Another One Bites the Dust" by Queen (The Game, 1980)
- "Try It Out" by Gino Soccio (1981)
- "The Adventures of Grandmaster Flash on the Wheels of Steel" by Grandmaster Flash (1981)
- "Wikka Wrap," by The Evasions (1981)[8]
- "Wot" by Captain Sensible (Women and Captains First, 1982)
- "Wat" by Willem (1983)[9]
- "Happy Just To Be With You" by Michelle Gayle (1995)
- "Around the World" by Daft Punk (Homework, 1997)
- "On & On" by Proper Dos ("Heat," 1998)
- "Hot Hot Hot!!!" by The Cure (Kiss Me, Kiss Me, Kiss Me, 1987)
- "Everything's Gonna Be Alright" by Father MC (Close to You, 1992)
- "Triple Trouble" by Beastie Boys
- "Doowutchyalike" by Digital Underground
- "The Reverend" by DJ Jazzy Jeff & The Fresh Prince
- "Just The Two Of Us" by Chubb Rock
- "13 And Good" by Boogie Down Productions
- "2345meia78" by Gabriel o Pensador
- "1, 2, 3, 4 (Sumpin' New)" by Coolio
- "Made It Back 99" by Beverley Knight
- "Give Life Back to Music" by Daft Punk
- "The Crown" by Gary Byrd and the GB Experience, 1983
- "Christmas Rappin'" by Kurtis Blow, 1979
- "Good Rhymes" by Da Click, 1998
- "Promises, Promises" by Naked Eyes, 1983
- "She Wolf" by Shakira, 2009
- "Sip Sip" by Jasmine Sandlas, 2018

## Külső hivatkozások
Videóklip (YouTube)